# Ischalia indigacea
Ischalia indigacea is een keversoort uit de familie Ischaliidae. De wetenschappelijke naam van de soort is voor het eerst geldig gepubliceerd in 1860 door Francis Polkinghorne Pascoe. De soort was aangetroffen op Borneo.